# Карл-Фридрих (наследный принц Левенштейн-Вертгейм-Розенберг)
Карл Фридрих, наследный принц Лёвенштейн-Вертхайм-Розенберг, более известный под гоночным псевдонимом — Леонард «Лео» Левенштайн (нем. Carl-Friedrich Prinz zu Löwenstein-Wertheim-Rosenberg; 30 сентября 1966 года, Франкфурт-на-Майне — 24 апреля 2010 года, Нюрбургринг, Нюрбург) — немецкий принц и автогонщик.

## Биография
Родился 30 сентября 1966 года во Франкфурте-на-Майне, земля Гессен, ФРГ. Старший сын Алоиса-Константина, 9-го князя Лёвенштейн-Виртгейм-Розенберга (род. 1941), и принцессы Анастасии Виктории Прусской (род. 1944).
В 1990 году после смерти своего деда Карла II Карл-Фридрих стал наследным принцем дома Левентайн-Верхайм-Розенберг, во главе которого встал его отец, Алоис-Константин, 9-й князь Лёвенштейн-Виртгейм-Розенберг.
Лео Левенштайн участвовал в своей первой гонке в 2006 году на ADAC «Chevy» Egons 500 на гран-при Нордшляйфе на автомобиле Porsche 911 в Нюрбургринге.

## Смерть
На третьем туре ежегодного чемпионата 2010 года в Нюрбургринге автомобиль Лео Aston Martin V8 Vantage перевернулся и ударился о ограждения. Задняя часть машины загорелась. 43-летний Лео Левенштайн не смог самостоятельно покинуть автомашину и задохнулся от угарного газа.
Лео Левенштайн — 7-й человек, погибший на немецком чемпионате в Нюрбургринге, начиная с 1977 года.
Его похороны состоялись 30 апреля 2010 года в семейном склепе в монастыре Энгельберга в Гросхойбахе. Погребению предшествовала панихида в церкви Святой Троицы в Клайнхойбахе.

## Личная жизнь
Карл-Фридрих Лёвенштейн-Виртгейм-Розенберг женился на Стефании Софии Марии Колетте, баронессе фон дер Бренкен (род. 21 апреля 1970). Гражданская церемония бракосочетания состоялась 16 мая 1998 года в замке Клайнхойбах, а церковная — 8 августа 1998 года в замке Эрпернбург. У супругов было четверо детей:
- Принцесса Августина София Каролина Доминика Анастасия Роза Килиана Маргарита Мария (род. 8 июля 1999, Осло)
- Наследный принц Никодемус Иероним Георг Алоис Хубертус Марио Уго Евсевий Мария (род. 2 августа 2001, Осло)
- Принц Лаврентиус Христофор Алоис Георг Бенедикт Карл Андреас Хубертус Фатима Мария (род. 13 февраля 2006, Франкфурт)
- Принцесса Килиана Олимпия Анастасия Роза Пилар Филиппа Жозефина Магдалена Мария (род. 23 мая 2008, Франкфурт).

Карл Фридрих Левенштайн и его семья проживали в деревне Лауденбах-на-Майне в Баварии, где у них был виноградник.